# Kanton Courbevoie-Sud
Kanton Courbevoie-Sud (fr. Canton de Courbevoie-Sud) je francouzský kanton v departementu Hauts-de-Seine v regionu Île-de-France. Tvoří ho jižní část města Courbevoie.